# Agioi Theodoroi
Agioi Theodoroi  este un oraș în Grecia în prefectura Corintia.